# Zbigniew Pacelt
Zbigniew Pacelt (ur. 26 sierpnia 1951 w Ostrowcu Świętokrzyskim, zm. 4 października 2021 w Łodzi) – polski pływak i pięcioboista, olimpijczyk, trener, działacz sportowy oraz polityk, poseł na Sejm V, VI i VII kadencji, w latach 2007–2008 sekretarz stanu w Ministerstwie Sportu i Turystyki.

## Życiorys

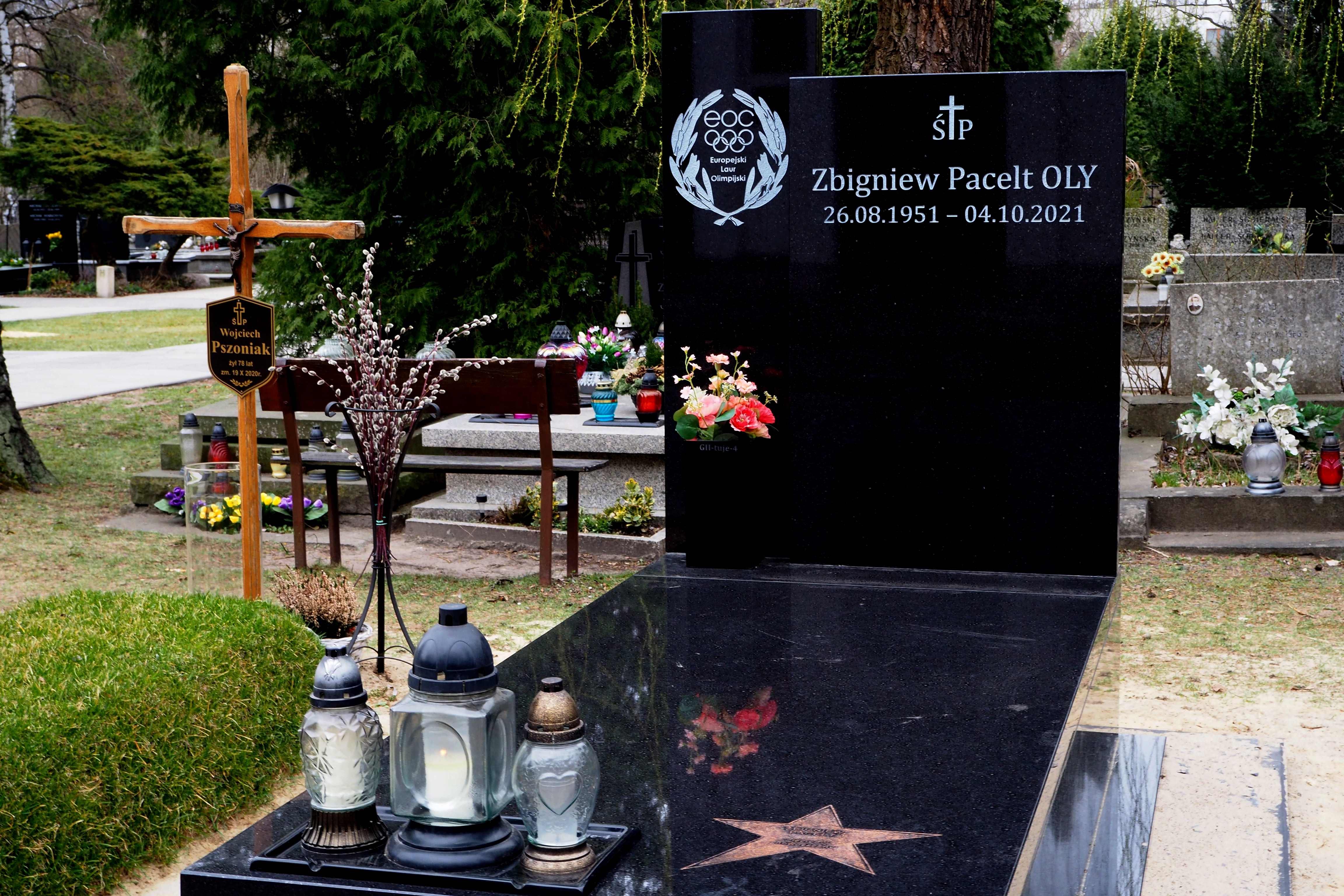
Grób Zbigniewa Pacelta na cmentarzu Wojskowym na Powązkach w Warszawie

Syn Jana i Zofii. Absolwent XXXIX Liceum Ogólnokształcące im. Ludowego Lotnictwa Polskiego w Warszawie (1970). W 1975 ukończył studia na Akademii Wychowania Fizycznego w Warszawie, uzyskując tytuł zawodowy magistra wychowania fizycznego.
Karierę sportową rozpoczynał w sekcji pływackiej KSZO Ostrowiec Świętokrzyski. W latach 1970–1972 był zawodnikiem AZS Warszawa, zaś w latach 1972–1980 Lotnika Warszawa i CWKS Legia Warszawa. Mistrz Polski w pływaniu (200 m stylem zmiennym: 1967, 1968, 1970, 1971, 1972; 400 m stylem zmiennym: 1971), dwunastokrotny rekordzista Polski na basenie 25 m i osiemnastokrotny na basenie 50 m. Jako pływak brał udział na ME w Barcelonie w 1970 oraz na Letnich Igrzyskach Olimpijskich w Meksyku w 1968 i w Monachium w 1972. Jako pięcioboista nowoczesny wywalczył tytuł wicemistrza Polski, dwukrotnie drużynowe mistrzostwo świata (1977 i 1978), a także wystąpił na Letnich Igrzyskach Olimpijskich w Montrealu w 1976.
Po zakończeniu kariery sportowej pracował jako trener i działacz sportowy. W latach 1980–1988 był trenerem Legii Warszawa, a następnie szkoleniowcem reprezentacji narodowej w pięcioboju nowoczesnym, m.in. podczas LIO w Barcelonie w 1992 (na których reprezentacja wywalczyła dwa złote medale – drużynowy i indywidualny Arkadiusza Skrzypaszka). W 1992 uznany za „Trenera Roku” w Plebiscycie „Przeglądu Sportowego”.
W 1994 objął kierownictwo Departamentu Sportu Wyczynowego w Urzędzie Kultury Fizycznej i Turystyki, funkcję tę pełnił do 2000. W latach 2001–2002 był wiceprezesem Urzędu Kultury Fizycznej i Sportu, od 2002 do 2005 zajmował stanowisko wiceprezesa Polskiej Konfederacji Sportu. Wieloletni wiceprezes Polskiego Związku Pięcioboju Nowoczesnego, członek zarządu Polskiego Komitetu Olimpijskiego, członek Komisji do Zwalczania Dopingu w Sporcie, członek zarządu głównego Akademickiego Związku Sportowego. W latach 1996–2004 pełnił funkcje zastępcy szefa misji, szefa misji i zastępcy szefa delegacji, szefa sztabu przygotowań olimpijskich na kolejnych  igrzyskach olimpijskich. W 2006 był szefem misji olimpijskiej na Zimowych Igrzyskach Olimpijskich w Turynie.
W wyborach parlamentarnych w 2005 został wybrany do Sejmu z okręgu kieleckiego z listy Platformy Obywatelskiej, w październiku tego samego roku wstąpił do tej partii. W przedterminowych wyborach parlamentarnych w 2007 po raz drugi uzyskał mandat poselski, otrzymując 8455 głosów. Od 26 listopada 2007 do 21 listopada 2008 zajmował stanowisko sekretarza stanu w Ministerstwie Sportu i Turystyki. W wyborach w 2011 z powodzeniem ubiegał się o reelekcję, dostał 8842 głosy. Bezskutecznie kandydował w wyborach uzupełniających do Senatu w 2014, zajmując 3. miejsce spośród 6 kandydatów. W 2015 został członkiem honorowego komitetu poparcia Bronisława Komorowskiego przed wyborami prezydenckimi. W tym samym roku nie kandydował w kolejnych wyborach do Sejmu.
Był autorem książki Moje olimpiady czyli Szczęśliwa „13” (Estrella, Warszawa 2011).
Został pochowany na cmentarzu Wojskowym na Powązkach.

## Odznaczenia i wyróżnienia
Odznaczony Złotym Medalem za Wybitne Osiągnięcia Sportowe (dwukrotnie), Złotym Krzyżem Zasługi i Krzyżem Oficerskim Orderu Odrodzenia Polski (1996). Wyróżniony tytułem honorowego obywatela Ostrowca Świętokrzyskiego (2009). W 2017 nagrodzony medalem Kalos Kagathos.